# Ytterst-Gåstjärnen
Ytterst-Gåstjärnen är en sjö i Kalix kommun i Norrbotten och ingår i Kalixälvens huvudavrinningsområde. Sjön har en area på 0,0412 kvadratkilometer och ligger 32 meter över havet.

## Delavrinningsområde
Ytterst-Gåstjärnen ingår i det delavrinningsområde (733036-183801) som SMHI kallar för Utloppet av Bjumisträsket. Medelhöjden är 35 meter över havet och ytan är 8,23 kvadratkilometer. Det finns ett avrinningsområde uppströms, och räknas det in blir den ackumulerade arean 15,54 kvadratkilometer. Näsbybäcken (Kvarnbäcken) som avvattnar avrinningsområdet har biflödesordning 2, vilket innebär att vattnet flödar genom totalt 2 vattendrag innan det når havet efter 7,5 kilometer. Avrinningsområdet består mestadels av skog (66 procent) och sankmarker (15 procent). Avrinningsområdet har 0,97 kvadratkilometer vattenytor vilket ger det en sjöprocent på 11,8 procent.